# Narsinghgarh (Damoh)
Narsinghgarh ist ein Ort im indischen Bundesstaat Madhya Pradesh. Er liegt am Fluss Sonar, einem linken Nebenfluss des Ken, im Verwaltungsdistrikt Damoh.
Die Stadt ist Standort eines Zementwerks, das von Heidelberg Cement übernommen wurde.
Beim Zensus 2011 hatte Narsinghgarh 6735 Einwohner.